# Cardamine digitata
Cardamine digitata är en korsblommig växtart som beskrevs av John Richardson. Cardamine digitata ingår i släktet bräsmor, och familjen korsblommiga växter. Inga underarter finns listade i Catalogue of Life.